# Herb gminy Dwikozy
Herb gminy Dwikozy – jeden z symboli gminy Dwikozy.

## Wygląd i symbolika
Herb przedstawia na tarczy dzielonej w rosochę w polu górnym złotym rycerza w czarnej zbroi, natomiast w dwóch polach dolnych czerwonych dwie wspięte srebrne kozy, skierowane do siebie (nawiązanie do nazwy gminy). 